# Vitimização
Vitimização é o processo de ser vitimizado ou se tornar uma vítima: a pessoa que sofre danos físicos, emocionais ou financeiros diretos ou ameaçados como resultado de um ato de outra pessoa, o que é um crime. O campo que estuda o processo, taxas, incidência, efeitos e prevalência da vitimização é chamado de vitimologia.

## Vitimização de pares
A vitimização entre pares é a experiência entre as crianças de serem alvo do comportamento agressivo de outras crianças, que não são irmãos e não necessariamente companheiros de idade.

## Vitimização secundária

### Prevalência
Vitimização secundária (também conhecida como vitimização pós-crime  ou dupla vitimização ) refere-se a uma maior responsabilização das vítimas por parte das autoridades de justiça criminal na sequência de um relatório de uma vitimização original. As taxas de vitimização são altas, com cerca de 5,7 milhões de indivíduos sofrendo pelo menos uma vitimização em 2016. Considerando que esses são casos de crimes, as taxas relatadas de vitimização violenta são desproporcionalmente baixas. Menos da metade (42%) relata qualquer crime violento de ameaça ou força real, como agressão física, agressão ou crimes com armas. Além disso, menos de um quarto (23%) denuncia estupro, infância ou agressão sexual à polícia. Além disso, da parte que relata agressão sexual ou estupro, cerca de metade descreve a experiência como perturbadora, frustrante e inútil. Apesar dos esforços para aumentar as denúncias criminais de vitimização, as autoridades e agentes da lei muitas vezes desconsideram as experiências violentas dos indivíduos e não atendem tanto às ações legais necessárias quanto às ações interpessoais.

### Vulnerabilidade
Quando as instituições ou o pessoal do sistema de justiça criminal não apoiam o indivíduo vitimizado, as vítimas ficam vulnerável à vitimização secundária. Embora a maneira apropriada e legal de responder à vitimização primária seja relatar o evento, as autoridades geralmente negam, não acreditam ou culpam a vítima (Campbell & Raja, 1999; Campbell & Raja, 2005). Por sua vez, até 90% das vítimas relatam ter experimentado uma reação social negativa e atribuem o incidente como um “segundo estupro” ou “segunda agressão”.
Pesquisas sugerem que vítimas de violência ou agressão sexual são as menos propensas a receber apoio ou recursos após a denúncia. Isso pode ser devido à falta de evidência percebida, estigma social e desconforto geral ao lidar com incidências sexuais. Em um estudo de vítimas de estupro sendo processadas por sua agressão, aqueles que sentiram que seus detetives responderam com empatia e compreensão eram mais propensos a prosseguir com o processo, sentiram que suas experiências eram importantes e seus casos mereciam ser ouvidos. As respostas empáticas e de apoio das autoridades poderiam melhorar a saúde mental e física de sobreviventes de estupro e, além disso, melhorar as taxas de denúncia e diminuir as atitudes de julgamento do sistema de justiça criminal. Como a violência sexual é um assunto delicado para todas as partes, o pessoal da justiça criminal pode evitar, ignorar ou interpretar mal publicamente suas opiniões sobre a situação como um esforço para se separar ou lidar com situações perigosas e desconfortáveis. Estudos sugerem que esses equívocos do sistema podem prejudicar ainda mais a saúde mental dos indivíduos e um mundo mais seguro. Isso poderia ser combatido com perspectivas de aceitação, não acusatórias, auxiliando na precisão dos relatos de violência sexual. Vários autores especulam que a abordagem solidária das autoridades beneficia a vítima e promove um mundo justo. Dessa forma, vítimas anteriores podem denunciar e buscar recursos apropriados no futuro.
Aqueles expostos à vitimização traumática são vulneráveis a sofrer vitimização secundária. Se as necessidades sociais como empatia, apoio e compreensão não forem atendidas, os indivíduos estarão propensos a esse fenômeno. Embora qualquer pessoa que tenha sofrido vitimização seja suscetível à vitimização secundária, as taxas de prevalência são significativamente elevadas para algumas populações. Isso inclui mulheres, crianças, minorias raciais e sexuais e aqueles que foram agredidos sexualmente por um conhecido ou estranho.Além disso, aqueles que sofrem um certo tipo de violência têm maior probabilidade de sofrer vitimização secundária. Estes incluem agressão física, agressão sexual e violência doméstica  Notavelmente, as vítimas de estupro correm maior risco de vitimização secundária do sistema de justiça criminal, com cerca de metade dos que relatam descrever o processo como angustiante.

### Relatando vitimização
Como consequência das rejeições sociais e da insensibilidade ao reconhecimento de traumas ou violência, os indivíduos estão cada vez mais propensos a continuar não denunciando. Isso pode ser prejudicial à saúde mental das vítimas, pois a violência sexual muitas vezes acontece mais de uma vez e não denunciar a violência ajuda a manter um ciclo repetido de abuso. A vivência da violência está associada a resultados mentais e físicos negativos, incluindo vergonha, desregulação emocional, estresse psicológico, perda de recursos e patologia da saúde mental. Em uma meta-análise sobre vitimização por agressão sexual e psicopatologia, houve um efeito de tamanho médio que o tamanho do efeito geral foi moderado após a contabilização de vários diagnósticos de saúde mental, incluindo depressão, ansiedade, suicídio, distúrbios alimentares e abuso de substâncias. Isso indica que a vitimização por agressão sexual está significativamente relacionada ao sofrimento da saúde mental, mesmo após o controle de outros sintomas associados. Além disso, as mulheres que sofrem vitimização secundária são mais propensas a ter implicações adversas na saúde física e na saúde mental e também são improváveis de procurar serviços e tratamento. Dado que esses indivíduos provavelmente estão em um estado problemático, as pressões de reportagem são cognitivamente desgastantes. Denunciar crimes, especialmente crimes sexuais, implica um nível adicional de vulnerabilidade. Quando as vítimas são recebidas com reações hostis, elas são reforçadas a não denunciar. Isso não é apenas prejudicial para o indivíduo, mas para a sociedade, na medida em que os perpetradores podem continuar cometendo crimes e abusos. Como consequência da culpabilização da vítima e de outras atitudes negativas em relação às vítimas, as taxas relatadas de abuso criminal são baixas e o sofrimento das vítimas é alto.

### Interações com o sistema de justiça criminal
Apesar das altas taxas de vitimização secundária, as taxas de notificação são baixas. Não é incomum que funcionários da justiça criminal desencoraje as vítimas de processar seus casos de agressão sexual devido a comportamentos de culpabilização da vítima além de desconsiderar as experiências traumáticas das vítimas.Um incidente que atrai muita controvérsia no sistema de justiça criminal é a denúncia de crimes violentos contra o parceiro íntimo. As mulheres que denunciam estupro por um parceiro íntimo são vistas como menos confiáveis pelo sistema e a aplicação da lei é mais propensa a incentivar o abandono do caso. Padrões sociais de obediência a um parceiro íntimo e, portanto, que abrangem a cultura do estupro são predominantes no sistema de justiça criminal. Embora seja um crime legal que está sendo denunciado, as vítimas são frequentemente rejeitadas sentindo-se alienadas, sem esperança e indignas além de terem suas opções limitadas para recursos além do sistema.